# Daniel Giménez Hernández
Daniel Giménez Hernández, conegut com a Dani o Dani Giménez (Vigo, 30 de juliol de 1983), és un exfutbolista professional gallec, que jugava com a porter.

## Carrera esportiva
Giménez va jugar les seves primeres vuit temporades com a sènior a Segona Divisió B, amb el Celta de Vigo B i el Zamora CF. Amb el darrer equip, es va enfrontar al Rayo Vallecano la temporada 2007–08 en els play Off d'ascens a segona divisió, i va fer tan bones actuacions que va ser contractat pel Rayo l'any següent, després d'assolir la promoció.
Durant les seves primeres dues temporades amb el Rayo, Giménez va ser suplent de David Cobeño, i fou titular en Copa del Rei. En la seva segona temporada, va jugar set partits, per ajudar el seu equip a retornar a La Liga després d'una absència de vuit anys.
Giménez va debutar a primera el 28 d'agost de 2011 en un empat 1–1 a fora contra l'Athletic Club. Va disputar la titularitat a Cobeño durant la la temporada 2011-12.
El 19 de juliol de 2013 Giménez signà contracte per un any amb l'AD Alcorcón de segona divisió. El 4 de juliol de l'any següent, va marxar al Reial Betis per dues temporades.
El 23 de maig de 2018, després d'haver estat bàsicament suplent al Betis, Giménez va fitxar pel Deportivo de La Coruña, acabat de descendir a segona.